# August Friedrich von Itzenplitz
August Friedrich von Itzenplitz (né en avril 1693 et mort le 25 septembre 1759 à Stettin) est un lieutenant général prussien et chevalier de l'ordre de l'Aigle noir. Il est l'héritier d'Hönnepel, Ober- et Niedermörmter dans le duché de Clèves et de domaine de Jerchel dans l'Altmark.

## Biographie

### Origine
Ses parents sont Balthasar Friedrich von Itzenplitz et sa première épouse Katharina Sophie von Itzenplitz sur Grieben et Jerchel. Le général de division prussien Joachim Christian Friedrich von Itzenplitz (de) est son jeune demi-frère.

### Carrière
En 1709, il rejoint le 13e régiment d'infanterie von Varenne en tant que simple soldat. Avec lui, il participe à la guerre de Succession d'Espagne. Il assiste à la prise de Dornick en juillet 1709 et le 21 septembre 1709 à la bataille de Malplaquet. Jusqu'au traité d'Utrecht en 1713, il a encore quelques occasions de se distinguer. En 1715, il devient enseigne et participe à la campagne de Poméranie (de). En 1717, il est promu sous-lieutenant et en 1720 premier lieutenant. En 1724, il devient capitaine et commandant de compagnie dans le 13e régiment d'infanterie "comte Dönhoff". Le roi l'envoie alors faire la cour à l'étranger, il traverse donc le Saint-Empire en Suisse, en Autriche, en Hongrie et dans les états italiens. Il est promu major le 21 février 1737. En 1739, il est transféré au 29e régiment d'infanterie "Borcke (de)". Lorsque Frédéric-Guillaume Ier inspecte le régiment, sa compagnie attire l'attention. Le roi lui donne 3 000 thalers et lui donne progressivement la prélature de Cammin — qu'il revend — et deux fois 500 thalers. Lors de la première guerre de Silésie, il participe à la bataille de Mollwitz et est promu le 1er mai 1741 Lieutenant-colonel. Le 17 mai 1742, lors de la bataille de Chotusitz, il est touché par une balle qui brise sa boîte à tabac. Le 24 janvier 1745 il devient colonel et le 4 juin 1745, il participe à la bataille de Hohenfriedberg. Après la bataille, il devient commandant du 1er régiment d'infanterie "Hacke" et reçoit le Pour le Mérite en juillet. En 1748, il devient membre de la Commission de service de Berlin. Le 5 décembre 1750, il est promu général de division et reçoit le 3 novembre 1751 le 13e régiment d'infanterie "Schwerin (de)". Lors de la bataille de Lobositz le 1er octobre 1756, il commande une brigade composée du régiment "Schwerin" et du 17e régiment d'infanterie "Manteuffel (de)". Lors du siège de Prague qui suit, il combatt sous le commandement de James Keith et couvre la retraite prussienne de Bohême en Silésie. Lors de la bataille de Roßbach, il dirige de nouveau une brigade avec laquelle il a pu capturer 5 canons. Lorsque l'armée du roi se rend en Silésie, Itzenplitz revient sous le commandement de Keith en Saxe. Il y mène plusieurs actions, comme l'incendie du pont de Leitmeritz. Le 23 janvier 1758, il est promu lieutenant général et rejoint l'armée du prince Henri. Lorsque son armée rejoint celle du roi, Itzenplitz reste avec un corps de 12 000 hommes près de Dresde. Son travail consiste à couvrir la Saxe contre les Autrichiens et l'armée impériale. Son succès est tel qu'il reçoit l'ordre de l'Aigle noir. En 1759, il s'avance contre l'armée impériale à Bamberg et revient avec beaucoup de butin et de prisonniers. Le 12 août 1759, il commande l'aile droite de l'armée à Kunersdorf - là, il est blessé tôt - il est écorché à la tête, quand son cheval reçoit une balle, son pied est écrasé, puis il reçoit une autre balle dans l'épaule gauche et enfin une dans la main droite. Il commande d'abord avec le sabre dans la main gauche jusqu'à ce que, affaibli par la perte de sang, il tombe de cheval et soit bandé. Il est resté au poste de secours jusqu'à ce que l'armée prussienne doive se retirer. Il arrive à Stettin via Custrin, où il meurt le 25 septembre 1759.
Son nom est immortalisé en 1851 sur l'une des plaques de la statue équestre de Frédéric le Grand.

### Famille
Il se marie le 5 septembre 1739 avec Charlotte Sophia von Viereck (mort en 1770). Elle est la fille du ministre des Finances Adam Otto von Viereck. Parmi les enfants du couple, un fils et une fille survivent.
- Friedrich Wilhelm Gottfried (né le 23 août 1740 et mort en 1772), héritier de Groß- et Klein-Behnitz et Jerchel, chanoine d'Havelberg marié en 1760 avec Auguste Luise von Eickstedt (née le 7 novembre 1749 et morte le 10 juillet 1821) de Schanderberg dans le Jutland[2].
- Charlotte Amalie Elisabeth (née le 9 septembre 1742 et mort en 1801) mariée avec Johann Christoph von Woellner (1732-1800)